# Liste des cavités naturelles les plus longues de la Lozère
La liste des cavités naturelles les plus longues de la Lozère recense, sous forme de tableau(x), les cavités souterraines naturelles connues dans ce département français, dont le développement est supérieur ou égal à mille mètres.
La communauté spéléologique considère qu'une cavité souterraine naturelle n'existe vraiment qu'à partir du moment où elle est « inventée » c'est-à-dire découverte (ou redécouverte), inventoriée, topographiée et publiée. Bien sûr, la réalité physique d'une cavité naturelle est la plupart du temps bien antérieure à sa découverte par l'homme ; cependant tant qu'elle n'est pas explorée, mesurée et révélée, la cavité naturelle n'appartient pas au domaine de la connaissance partagée.
La liste spéléométrique des 24 plus longues cavités naturelles de la Lozère (≥ mille mètres) est actualisée à fin décembre 2019.
La plus longue cavité souterraine naturelle répertoriée dans le département de la Lozère est  « la grotte de Malaval », sur la commune de Les Bondons (cf. ligne 1 du tableau ci-dessous).
| \| Histogramme de la répartition des plus longues cavités naturelles de la Lozère par classe de développement -- Les 24 cavités citées fin 2019 sont réparties en 4 classes de développement -- \| \| \| \| \| \| \| \| \| \| \| \| \| \| \| classe I >= 5 000 m 4 cavité[s] \| classe II >= 2 000 m et < 5 000 m 10 cavités \| classe III >= 1 500 m et < 2 000 m 3 cavités \| classe IV >= 1 000 m et < 1 500 m 7 cavités \| \| |                                 |                                              |                                              |                                             |  |
| Le graphique qui aurait dû être présenté ici ne peut pas être affiché car il utilise l'ancienne extension Graph, désactivée pour des questions de sécurité. Des indications pour créer un nouveau graphique avec la nouvelle extension Chart sont disponibles ici . |                                 |                                              |                                              |                                             |  |
| Histogramme de la répartition des plus longues cavités naturelles de la Lozère par classe de développement -- Les 24 cavités citées fin 2019 sont réparties en 4 classes de développement -- |                                 |                                              |                                              |                                             |  |
| |                                 |                                              |                                              |                                             |  |
| | classe I >= 5 000 m 4 cavité[s] | classe II >= 2 000 m et < 5 000 m 10 cavités | classe III >= 1 500 m et < 2 000 m 3 cavités | classe IV >= 1 000 m et < 1 500 m 7 cavités |  |

## Cavités de la Lozère (France) de développement supérieur à5 000 mètres
4 cavités sont recensées dans cette « classe I » au 31 décembre 2019.
| Réf. | Cavité (autres noms)   | Commune               | Massif ou zone       | Coordonnées (WGS 84)        | Développe. (mètres) | Dénivel. (mètres) | Sources ou références                                                  | Mise à jour |
| ---- | ---------------------- | --------------------- | -------------------- | --------------------------- | ------------------- | ----------------- | ---------------------------------------------------------------------- | ----------- |
| 1    | Grotte de Malaval      | Les Bondons           | Cham des Bondons     | 44° 24′ 21″ N, 3° 36′ 20″ E | +012 000, m         | +0237, m          | associationmalaval.fr & reveeveille.net                                | 2000-00     |
| 2    | Grotte du Coutal       | Les Vignes            | Causse de Sauveterre | 44° 16′ 36″ N, 3° 13′ 25″ E | +007 600, m         | +0100, m          | CDS 12                                                                 | 2000-00     |
| 3    | Aven de la Cheminée    | Les Vignes            | Causse Méjean        | 44° 16′ 26″ N, 3° 16′ 35″ E | +007 288, m         | +0401, m          | CDS 12, Speleoc 100 & Baumas-Explorations sous les causses 2000 - 2015 | 2017-01     |
| 4    | Grotte du Pré de Mazel | Mont Lozère et Goulet | Le Bleymard          | 44° 31′ 56″ N, 3° 49′ 26″ E | +005 915, m         | +0000, m          | Spéléométrie de la France                                              | 2008-00     |

## Cavités de la Lozère (France) de développement compris entre2 000 mètreset4 999 mètres
10 cavités sont recensées dans cette « classe II » au 31 décembre 2019.
| Réf. | Cavité (autres noms)            | Commune                                      | Massif ou zone       | Coordonnées (WGS 84)        | Développe. (mètres) | Dénivel. (mètres) | Sources ou références                            | Mise à jour |
| ---- | ------------------------------- | -------------------------------------------- | -------------------- | --------------------------- | ------------------- | ----------------- | ------------------------------------------------ | ----------- |
| 5    | Grotte de la Clujade            | Saint-Chély-du-Tarn                          | Causse de Sauveterre | 44° 19′ 29″ N, 3° 20′ 45″ E | +004 423, m         | +0127, m          | Spéléométrie de la France                        | 2007-06     |
| 6    | Grotte de Roquaïzou             | Banassac-Canilhac                            | Causse de Sauveterre | 44° 24′ 13″ N, 3° 10′ 15″ E | +003 407, m         | +0000, m          | Spéléoc n°23                                     | 2000-00     |
| 7    | Grotte du Château de la Caze    | Laval-du-Tarn                                | Causse de Sauveterre | 44° 20′ 07″ N, 3° 21′ 19″ E | +002 730, m         | +0000, m          | Spéléométrie de la France                        | 2000-00     |
| 8    | Grotte des Hérans               | Hures-la-Parade                              | Causse Méjean        | 44° 12′ 06″ N, 3° 20′ 37″ E | +002 725, m         | +0030, m          | Spéléométrie de la France                        | 2000-00     |
| 9    | Grotte-évent de Tartabisac n° 1 | Le Pompidou                                  | Can de l'Hospitalet  | 44° 12′ 21″ N, 3° 38′ 31″ E | +002 700, m         | +0000, m          | Spéléométrie de la France                        | 2000-00     |
| 10   | Grotte du Bramont               | Saint-Étienne-du-Valdonnez et Les Bondons    | Cham des Bondons     | 44° 25′ 10″ N, 3° 35′ 50″ E | +002 460, m         | +0000, m          | lyceepeytavin                                    | 2000-00     |
| 11   | Grotte du Truc-de-Marion        | Saint-Étienne-du-Valdonnez                   | Cham des Bondons     | 44° 28′ 01″ N, 3° 34′ 27″ E | +002 450, m         | +0145, m          | Spéléométrie de la France                        | 2000-00     |
| 12   | Aven de Hures                   | Hures-la-Parade                              | Causse Méjean        | 44° 14′ 59″ N, 3° 25′ 38″ E | +002 200, m         | +0346, m          | Spéléométrie de la France,                       | 2000-00     |
| 13   | Grotte de Dargilan              | Meyrueis                                     | Causse Noir          | 44° 11′ 47″ N, 3° 22′ 40″ E | +002 108, m         | +0107, m          | Spéléométrie de la France                        | 2000-00     |
| 14   | Grotte de la Duganelle          | Saint-Chély-du-Tarn - Gorges du Tarn Causses | Causse Méjean        | 44° 19′ 58″ N, 3° 22′ 58″ E | +002 023, m         | +0026, m          | Baumas-Explorations sous les causses 2000 - 2015 | 2017-00     |

## Cavités de la Lozère (France) de développement compris entre1 500 mètreset1 999 mètres
3 cavités sont recensées dans cette « classe III » au 31 décembre 2019.
| Réf. | Cavité (autres noms)    | Commune                                | Massif ou zone       | Coordonnées (WGS 84)        | Développe. (mètres) | Dénivel. (mètres) | Sources ou références     | Mise à jour |
| ---- | ----------------------- | -------------------------------------- | -------------------- | --------------------------- | ------------------- | ----------------- | ------------------------- | ----------- |
| 15   | Grotte du Pré de Neyrac | Cubières                               | Le Bleymard          | 44° 28′ 24″ N, 3° 45′ 27″ E | +001 972, m         | +0034, m          | Spelunca n°126            | 2007-00     |
| 16   | Aven de Saint-Étienne   | Saint-Étienne-du-Valdonnez             | Cham des Bondons     |                             | +001 600, m         | +0100, m          | Spéléométrie de la France | 2000-00     |
| 17   | Exsurgence de la Caze   | Laval-du-Tarn - Gorges du Tarn Causses | Causse de Sauveterre | 44° 20′ 08″ N, 3° 21′ 30″ E | +001 500, m         | +0050, m          | Grottocenter              | 2000-00     |

## Cavités de la Lozère (France) de développement compris entre1 000 mètreset1 499 mètres
7 cavités sont recensées dans cette « classe IV » au 31 décembre 2019.
| Réf. | Cavité (autres noms)      | Commune                                | Massif ou zone       | Coordonnées (WGS 84)        | Développe. (mètres) | Dénivel. (mètres) | Sources ou références                                     | Mise à jour |
| ---- | ------------------------- | -------------------------------------- | -------------------- | --------------------------- | ------------------- | ----------------- | --------------------------------------------------------- | ----------- |
| 18   | Grotte de Castelbouc n° 1 | Sainte-Énimie - Gorges du Tarn Causses | Causse Méjean        | 44° 20′ 17″ N, 3° 28′ 03″ E | +001 440, m         | +0051, m          | Spelunca n°94                                             | 2000-00     |
| 19   | Grotte du Ron de Gotti    | Montbrun                               | Causse Méjean        | 44° 20′ 56″ N, 3° 31′ 07″ E | +001 285, m         | +0000, m          | Spéléométrie de la France                                 | 2000-00     |
| 20   | Aven des Cabanelles       | Hures-la-Parade                        | Causse Méjean        | 44° 15′ 21″ N, 3° 24′ 04″ E | +001 200, m         | +0330, m          | Grottocenter                                              | 2000-00     |
| 21   | Grotte de la Piboulède    | Sainte-Énimie - Gorges du Tarn Causses | Causse de Sauveterre | 44° 21′ 34″ N, 3° 26′ 35″ E | +001 130, m         | +0049, m          | Spéléométrie de la France                                 | 2000-00     |
| 22   | Aven Cassan               | Saint-Georges-de-Lévéjac               | Causse de Sauveterre | 44° 20′ 57″ N, 3° 12′ 10″ E | +001 070, m         | +0185, m          | Spéléométrie de la France                                 | 2000-00     |
| 23   | Aven de Corgnes           | Saint-Rome-de-Dolan                    | Causse de Sauveterre | 44° 14′ 15″ N, 3° 12′ 45″ E | +001 040, m         | +0220, m          | CDS 12 & Baumas-Explorations sous les causses 2000 - 2015 | 2016-07     |
| 24   | Aven du Domal             | La Canourgue                           | Causse de Sauveterre | 44° 22′ 36″ N, 3° 17′ 00″ E | +001 040, m         | +0132, m          | Baumas-Explorations sous les causses 2000 - 2015          | 2016-07     |